# Asterodiscides japonicus
Asterodiscides japonicus är en sjöstjärneart som beskrevs av Imaoka, Irimura, Okutani, Oguro, Oji och Robert H. Kanazawa 1991. Asterodiscides japonicus ingår i släktet Asterodiscides och familjen Asterodiscididae. Inga underarter finns listade i Catalogue of Life.